# Pierwszy rząd Aníbala Cavaco Silvy
Pierwszy rząd Aníbala Cavaco Silvy (port. X Governo Constitucional de Portugal – X rząd konstytucyjny Portugalii) – rząd Portugalii funkcjonujący od 6 listopada 1985 do 17 sierpnia 1987.
Był to jednopartyjny i mniejszościowy gabinet utworzony po wyborach parlamentarnych w 1985, wygranych ponownie przez Partię Socjaldemokratyczną. W 1987 doszło do kolejnych wyborów, po których utworzono drugi rząd tego samego premiera.

## Skład rządu
- Premier: Aníbal Cavaco Silva
- Minister stanu, minister administracji i spraw wewnętrznych: Eurico de Melo
- Minister delegowany ds. kontaktów z parlamentem: Fernando Nogueira
- Minister obrony narodowej: Leonardo Ribeiro de Almeida
- Minister spraw zagranicznych: Pedro Pires de Miranda
- Minister finansów: Miguel Cadilhe
- Minister sprawiedliwości: Mário Raposo
- Minister ds. planowania i administracji terytorialnej: Luís Valente de Oliveira
- Minister rolnictwa, rybołówstwa i żywności: Álvaro Barreto
- Minister przemysłu i handlu: Fernando Santos Martins
- Minister edukacji i kultury: João de Deus Pinheiro
- Minister robót publicznych, transportu i komunikacji: João Maria de Oliveira Martins
- Minister zdrowia: Leonor Beleza
- Minister pracy i ochrony socjalnej: Luís Mira Amaral